# 庄美楷
米歇尔·让 PC CC CMM COM CD （1957年9月6日—），加拿大漢譯莊美楷（另有一譯莊美霞），為第27任加拿大總督。
1957年生於海地太子港，早年於加拿大魁北克任新聞從業員。在獲得加拿大總理馬田推薦，並由英國女王兼加拿大女王伊利沙伯二世的任命後，加拿大聯邦政府於2005年8月4日正式宣佈其任命。她於同年9月27日正式接替伍冰枝就任總督，至2010年10月1日卸任。自2015年起米歇尔·让担任法语圈国际组织秘书长，至2019年卸任。
莊美楷是首位非裔以及首位於加勒比海地區出生的加拿大總督。

## 生平

### 早年
米歇尔·让於1968年為了逃避海地的弗朗索瓦·杜瓦利埃（法語：François Duvalier）獨裁統治而隨家人流亡到加拿大。她的父親是一名哲學家，一直留在海地，曾受杜瓦利埃政權的迫害。她與父親分隔30多年後直至近年才重逢。於到達加拿大後她在魁北克定居。
除了法語及英語外，她還通曉西班牙語、意大利語及海地克里奧尔語，並能閱讀葡萄牙文。
她先後於蒙特利爾大學取得意大利及西班牙語言文學的學士學位及比較文學的碩士學位。其後她曾於1984年至1986年間於母校擔任意大利研究系的教授。她並曾於意大利的佛羅倫斯大學、佩魯賈大學及米蘭天主教大學進修。
1979年至1987年期間她曾於一個保護婦女組織工作，其後她成立了一個分佈在加拿大及魁北克的婦女及兒童庇護網絡。此外她一直致力幫助加拿大的新移民。她亦曾於魁北克擔任與移民及就業有關的公職。

### 新聞事業
米歇尔·让是一位多次獲獎的新聞報導員、制片人、廣播員。她的丈夫是紀錄片製片人让-达尼埃尔·拉丰（Jean-Daniel Lafond），他們二人曾製作多齣得獎電影，包括《我們夢中的海地》（Haïti dans tous nos rêves）。她曾獲國際特赦組織頒發傳媒大獎。她被委任為總督之前是加拿大廣播公司法語部（Radio-Canada）的電視時事節目主持和製作人，也會不時主播夜間新聞（Le Téléjournal）。此外，她也有為加拿大廣播公司英語部（CBC）主持紀錄片節目。

### 總督任命
米歇尔·让是加拿大歷史上首位海地裔黑人总督、也是第三位女性總督。同時她是第四位新聞從業員擔任此職，及第二位非軍政界出身的總督。她的丈夫让-达尼埃尔·拉丰於法國出生，而他們六歲的養女乃海地出生，因此他們整個家庭都不是在加拿大出生。其女兒成為30年來首個住進總督府（Rideau Hall）的兒童。

### 總督之後
在卸任總督1個月後，莊美楷被海地政府任命為海地駐聯合國教科文組織特使，任期4年。
她在2012年至2015年間擔任渥太華大學校監。
2015年，莊美楷當選法語圈國家組織秘書長，但於2018年爭取連任失敗，遂於翌年卸任。

## 批评
在马丁总理宣布任命后，有倾向独立的魁北克报纸报道，米歇尔·让及其丈夫是魁北克独立运动的支持者。此报道引发了加拿大政坛的风波，有反对党指责马丁任命太过匆忙。也有很多人要求米歇尔·让对魁独立场做表态。在沉默了近兩個星期后，米歇尔·让发表声明，称她和丈夫从未同分离主义政党和团体有关，并称他们“为自己是加拿大人而自豪”。